# 齿合度

EDTA（齒合度為6）和金屬的螯合物

齒合度（denticity）是一個配位化學的名詞，是指在錯合物中，單一配體和中心原子產生鍵結的原子個數。
通常配體只有一個原子和中心原子鍵結，因此齒合度為1，這種的配體也稱為單齒配體，又稱單牙基。雙齒配體又稱雙牙基，有二個原子和中心原子鍵結，齒合度為2，包含草酸根和乙二胺。EDTA則由六個不同的原子和中心原子鍵結，因此EDTA為六齒配體（又稱六牙基），齒合度為6。配體的齒合度會用希臘字母κ表示。例如κ6-EDTA表示六齒配體的EDTA。
齒合度的英文名稱denticity和dentist（牙醫）有相同表示牙齒的字根。齒合度可以想成是配體以一個點或多個點「咬住」中心原子。  
齒合度和哈普托數（hapticity，符號是η）不同，齒合度所指的是配體中不相鄰位置的原子，而哈普托數是專指配體中相鄰位置的原子，有參與和中心原子鍵結的個數。若是橋接配體，則會用μ表示。

## 分類
多齒配基可以形成螯合物，可以用其齒合度來分類。有些配基的元素無法依配基的齒合度形成配合物，此情形下，配基中會有一個或是多個结合位点沒有用到。這類的化合物有可能和其他的化合物再配位。
- 雙齒配基，用二個元素進行配位，乙二胺就是這類的配體。

藥物奥沙利铂的結構，其中有二個不同的雙齒配基

- 三齒配基（英语：Tridentate ligand）用三個元素進行配位，像2,2':6',2''-三联吡啶即為一例。三齒配基會依其鍵結情形分為二類，稱為mer和fac。fac的三齒配基的三個原子會排在八面體相鄰的三角形上。mer的三齒配基的三個原子會排在八面體的某一半邊。環烷的三齒配基（例如1,4,7-三氮杂环壬烷和1,4,7-三硫杂环壬烷）屬於fac。
- 四齒配基（英语：Tetradentate ligand）用四個元素進行配位，例子有三亚乙基四胺（縮寫為trien）。針對不同的中心金屬幾何，以及配體本身的拓樸，其異構物的個數也會有不同。針對八面體的金屬，線性的四齒配基trien會有三種不同的幾何異構。三腳架型的四齒配基（例如三(2-氨乙基)胺）受到的限制較多。許多自然存在的大环化合物配基是四齒配基，例如血基質中的卟啉，在八面體金屬中會留下二個相鄰的空位沒有配位。
- 五齒配基（英语：Pentadentate ligand）用五個元素進行配位，像是乙二胺三乙酸（ethylenediaminetriacetic acid）。
- 六齒配基（英语：Hexadentate ligand）用六個元素進行配位，像是乙二胺四乙酸（不過此配基也可以用四齒配基的方式配位）。
- 有些配基的齒合度超過6。像DOTA和喷替酸（DTPA）是八齒配基。在和鑭系金屬離子配位時特別好用，因為這類金屬的配位數常大於6。

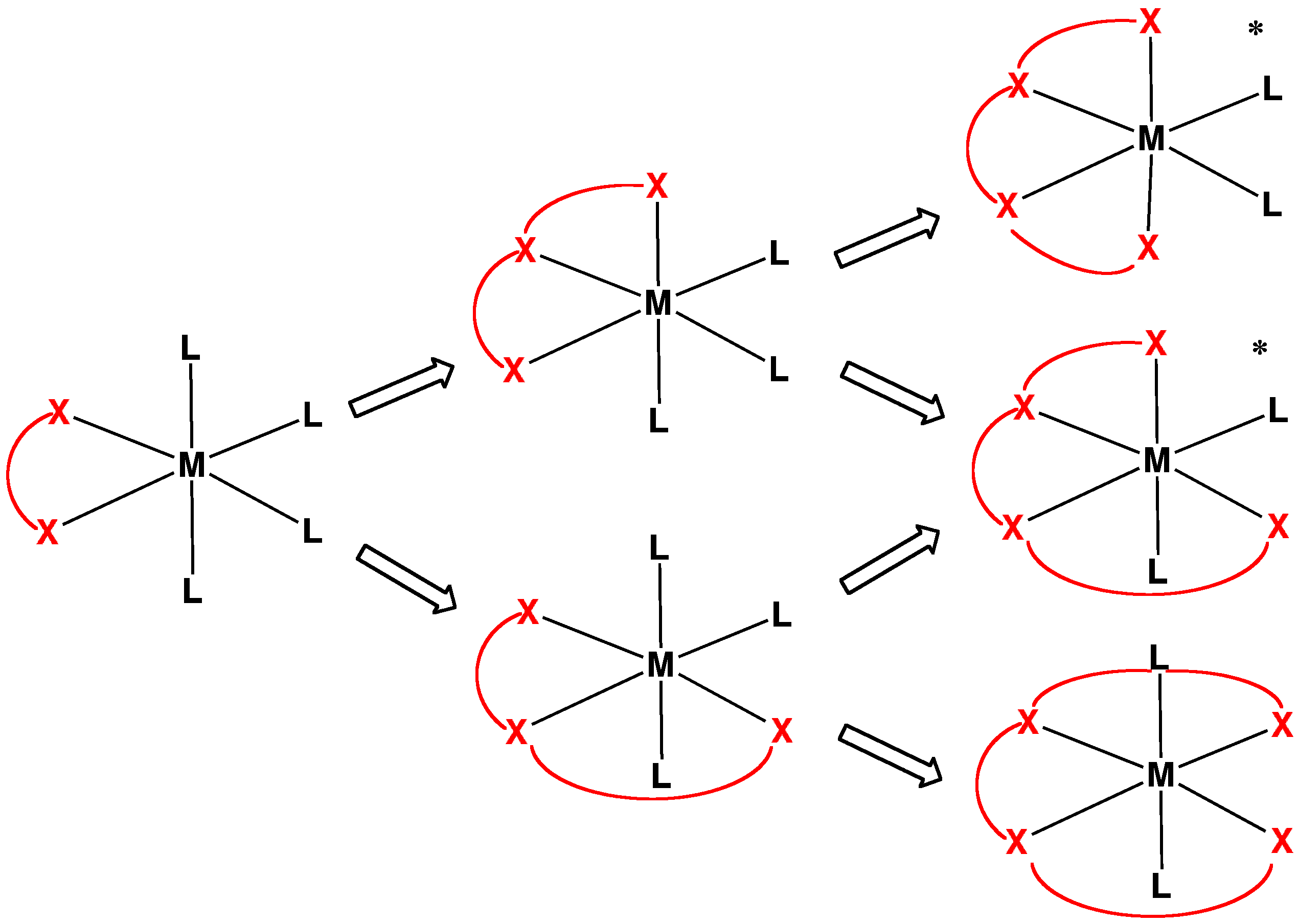
在八面體金屬中心中，雙齒配基、三齒配基及四齒配基的比較。其中有星號的因為配基的排列方式，可能會具有手性